# Horst Stottmeister

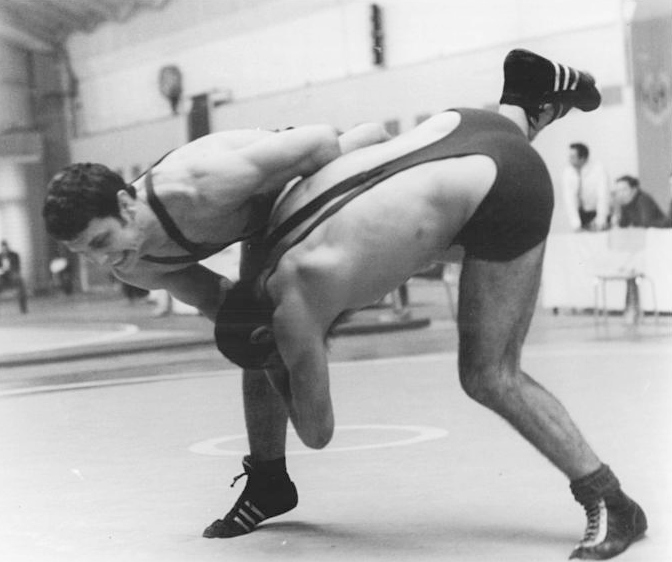
Horst Stottmeister (links) siegt bei den DDR-Meisterschaften 1971 gegen Harald Richter.

Horst Stottmeister (* 7. Januar 1948 in Stendal) ist ein ehemaliger deutscher Ringer.

## Werdegang
Horst Stottmeister begann im Alter von 10 Jahren mit dem Turnen in Stendal, kam aber schon bald danach zum Ringkampf. Durch mehrere Erfolge im Jugendbereich machte er auf sich aufmerksam. So kamen im Jahr 1966, den damaligen Gepflogenheiten in der DDR entsprechend, mehrere Ringkampf-Leistungszentren für ihn zu. Stottmeister trat in das Leistungszentrum in Leipzig ein. Dort fand er in Adolf Franke einen hervorragenden Trainer und mit Gerd Bachmann, Manfred Borchers und Siegfried Neufang ausgezeichnete Trainingspartner.
Horst Stottmeister startete für den SC Leipzig. Im Jahr 1970 wurde er in Berlin zum ersten Mal Europameister im Freistilringen (Mittelgewicht). Im Folgejahr gewann er seinen ersten DDR-Meistertitel im Freistil. Im selben Jahr wurde er außerdem Freistil-Vizeweltmeister in Sofia. Bis 1977 zählte er zur absoluten Weltspitze im Freistilringen.

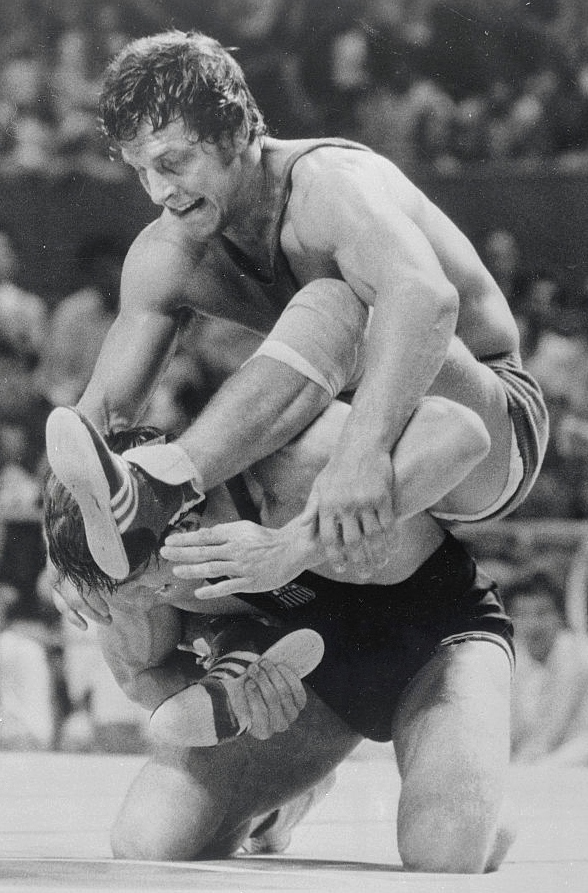
Horst Stottmeister (Oberlage) gegen Peterson (USA) bei den Olympischen Spielen 1976

Beruflich war Horst Stottmeister zunächst als Koch tätig. Danach absolvierte er ein Studium an der Fachschule für Hotel- und Gaststättenwesen. Daran schloss sich ein Sportlehrer-Studium an der DHfK Leipzig an. Nachdem er bis zur politischen Wende in der DDR für bekannte Häuser in Leipzig gearbeitet hatte, machte Stottmeister sich danach in Leipzig als Hotelier selbstständig.

### Internationale Erfolge
| Jahr | Platz | Wettbewerb                                   | Gewichtsklasse | Ergebnisse |
| 1969 | 5.    | EM in Sofia                                  | Mittel         | nach Siegen über Vahit Uysal, Türkei und Umberto Marchiggiani, Italien und Niederlagen gegen Juri Schachmuradow, UdSSR und Iwan Iliew, Bulgarien                                                        |
| 1970 | 1.    | "Alexander-Medwed"-Turnier in Minsk          | Mittel         | vor Wolfgang Nitschke, DDR, Kampow, Polen u. Stantschew, Bulgarien |
| 1970 | 1.    | EM in Berlin                                 | Mittel         | mit Siegen über Jimmy Martinetti, Schweiz, Iwan Iliew, Bulgarien, Peter Neumair, Deutschland, Lewan Tediaschwili, UdSSR und András Deak, Ungarn                                                         |
| 1970 | 4.    | WM in Edmonton                               | Mittel         | mit Siegen über Tömöriin Artag, Mongolei, Ali Hajilou, Iran, Jan Wypiórczyk, Polen, unentschieden gegen Vasile Iorga, Rumänien und Niederlagen gegen Tatsuo Sasaki, Japan und Juri Schachmuradow, UdSSR |
| 1971 | 1.    | Intern. Turnier in Constanța                 | Halbschwer     | vor Marton, Rumänien u. Fred Theobald, BRD |
| 1971 | 2.    | Dan-Kolow & Nikola-Petrow-Memorial in Yambol | Mittel         | hinter Wiktor Nowoschilow, UdSSR und vor Lutwiew, Bulgarien |
| 1971 | 1.    | "Werner-Seelenbinder"-Turnier in Berlin      | Mittel         | vor Benno Paulitz u. Günter Spindler, bde. DDR |
| 1971 | 2.    | WM in Sofia                                  | Mittel         | mit Siegen über Taberna, Frankreich, Vasile Iorga, Gajthaml, Tschechoslowakei, Kurt Elmgren, Schweden, Tatsuo Sasaki, Iwan Iliew, John Peterson, USA und einer Niederlage gegen Lewan Tediaschwili      |
| 1972 | 4.    | OS in München                                | Mittel         | mit Siegen über Hayri Polat, Türkei, István Kovács, Ungarn, Iwan Iliew, unentschieden gegen Tatsuo Sasaki und einer Niederlage gegen John Peterson                                                      |
| 1973 | 1.    | Intern. Turnier in Bukarest                  | Halbschwer     | vor Pavel Kurczewski, Polen u. Günter Spindler |
| 1973 | 2.    | EM in Lausanne                               | Halbschwer     | mit Siegen über Sahin, Türkei, PAVEL Kurczewski, Polen, Valach, Tschechoslowakei, Dimo Kostow, Bulgarien und einer Niederlage gegen Peter Surikov, UdSSR                                                |
| 1973 | 2.    | WM in Teheran                                | Halbschwer     | mit Siegen über PAVEL Kurczewski, Roland Andersson, Schweden, Dimo Kostow, Barbaro Morgan, Kuba, Ben Peterson, USA und einer Niederlage gegen Lewan Tediaschwili                                        |
| 1974 | 3.    | EM in Madrid                                 | Halbschwer     | mit Siegen über Károly Bajkó, Ungarn, Grangier, Frankreich, Dimo Kostow, Mehmet Tepe, Türkei und Niederlagen gegen Pavel Kurczewski und Lewan Tediaschwili                                              |
| 1975 | 1.    | EM in Ludwigshafen am Rhein                  | Halbschwer     | mit Siegen über Bülbül, Türkei, Peter Neumair, Peter Surikov, Bojan Radew, Bulgarien und Pavel Kurczewski                                                                                               |
| 1975 | 2.    | WM in Minsk                                  | Halbschwer     | mit Siegen über Otschiryn Tserendagwa, Mongolei, Peter Neumair, Pavel Kurczewski, Russell Hellickson, USA, Schukri Ljutwiew, Bulgarien und einer Niederlage gegen Lewan Tediaschwili                    |
| 1976 | 4.    | OS in Montreal                               | Halbschwer     | mit Siegen über Frank Andersson, Schweden, Peter Neumair, Géza Molnár, Ungarn, Pavel Kurczewski und Niederlagen gegen Benjamin Peterson und Lewan Tediaschwili                                          |

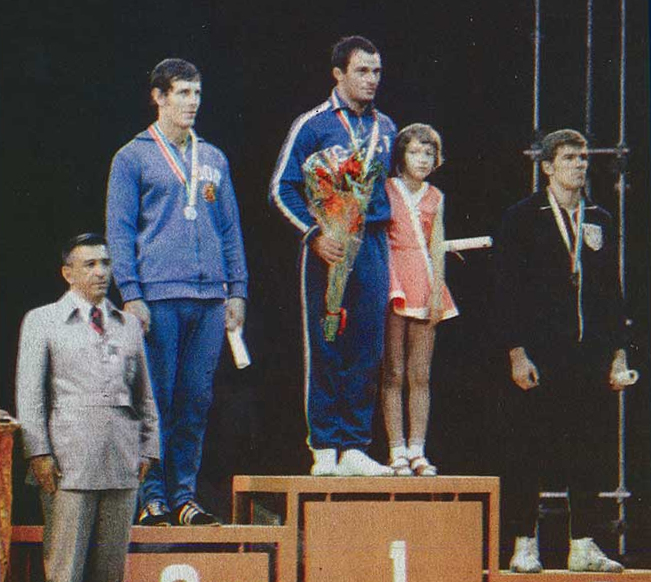
Horst Stottmeister (links) wird Freistil-Vizeweltmeister 1973 in Teheran.

Anfang der 1990er-Jahre fand Horst Stottmeister den Weg zurück zum aktiven Ringkampfsport. 1992 wurde er in Cali/Kolumbien Freistil-Weltmeister der Veteranen-Ringer (Masters). Diesen Erfolg wiederholte er im Jahr 1993 in Toronto/Kanada.
Erläuterungen
- alle Wettkämpfe im freien Stil
- OS = Olympische Spiele, WM = Weltmeisterschaften, EM = Europameisterschaften
- Mittelgewicht, damals bis 82 kg, Halbschwergewicht bis 90 kg Körpergewicht

### Erfolge bei DDR-Meisterschaften
Horst Stottmeister wurde DDR-Meister im Freistilringen (Halbschwergewicht) in den Jahren 1971, 1973 und 1974.